# Oberösterreichische Glocken- und Metallgießerei

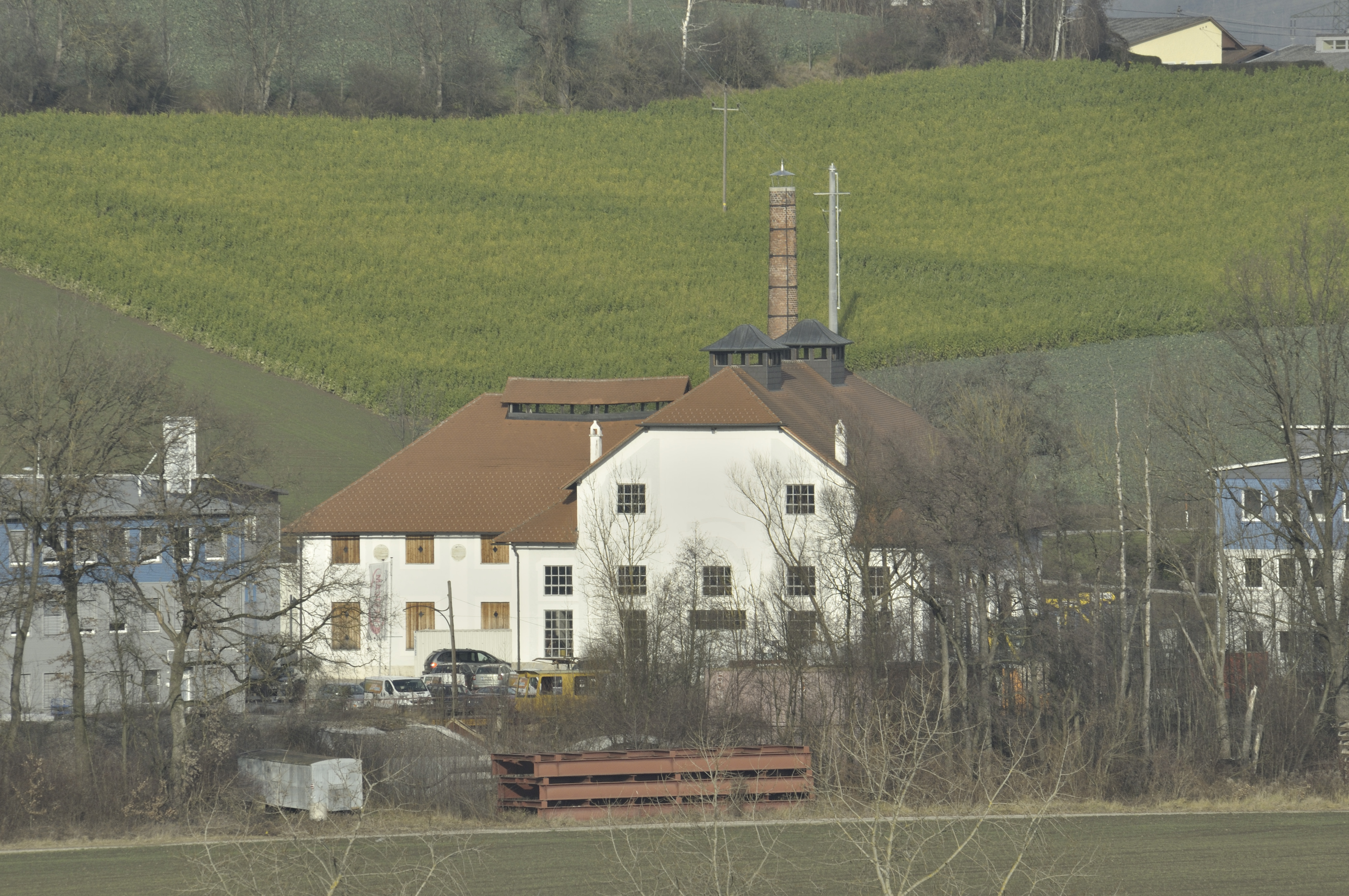
Das Gebäude der Glocken- und Metallgießerei in St. Florian

Die Oberösterreichische Glocken- und Metallgießerei, auch als Glockengießerei St. Florian bekannt, war eine Glockengießerei in der Marktgemeinde St. Florian im Bezirk Linz-Land in Oberösterreich. Mit diesem Betrieb verbindet man vor allem Österreichs berühmteste Glocke, die Neue Pummerin, die hier gegossen wurde. Das Hauptgebäude der ehemaligen Glocken- und Metallgießerei und die Gießanlage stehen unter Denkmalschutz (Listeneintrag).

## Unternehmen
Gegen Ende des Ersten Weltkrieges, in dem zahlreiche Kirchenglocken in sogenannten „Glocken-Aktionen“ bzw. „Glocken-Ablieferungen“ beschlagnahmt und zu Kriegszwecken eingeschmolzen wurden, beschlossen hohe Geistliche, eine Glockengießerei zu gründen, um den nach Kriegsende erwarteten Bedarf an neuen Glocken zu decken.
Die Gießerei wurde am 17. Februar 1917 gegründet. Zu den Gesellschaftern zählten die Diözese Linz und zahlreiche Klöster: Stift Admont, Stift Altenburg, Stift Göttweig, Stift Lambach, Stift Reichersberg, Stift St. Lambrecht, Stift St. Florian, Stift Schlägl, Stift Schlierbach, Stift Vorau und Stift Wilhering.
Der erste Direktor war der Oberösterreicher Anton Gugg, der bis 1914 als Glockengießer in Linz seine eigene Werkstätte betrieben hatte (dort hatte er 1901 das noch heute bestehende Geläut des Linzer Mariä-Empfängnis-Domes gegossen, 7 Glocken auf f0 mit 17.770 kg Gesamtgewicht).
Erst nach Ende des Ersten Weltkrieges, am 27. November 1919, wurden unter seiner Leitung in der neugegründeten Gießerei in St. Florian die ersten fünf Glocken gegossen, nämlich 3 Glocken für die Pfarrkirche Gurten und je eine Glocke für die Pöstlingbergkirche und für Ranshofen.
Am 4. Februar 1920 wurde Johannes Dettenrieder (* 16. Juni 1883 in Amendingen, † 1951) neuer Betriebsleiter, der vor dem Krieg in mehreren bayerischen Glockengießereien gearbeitet hatte und von 1907 bis 1914 Gussmeister bei der Firma Kortler in München gewesen war.
Bis zum Anschluss im Jahr 1938 wurden in St. Florian insgesamt 1618 Glocken gegossen.
Nach dem Anschluss Österreichs wurde die Gießerei enteignet und Eigentum des Reichsgaues Oberdonau.
Nach dem Zweiten Weltkrieg wurde der Glockenguss wieder aufgenommen, zunächst unter Dettenrieder als Betriebsleiter. Um 1947 wurden die technische und die administrative Leitung getrennt, Direktor wurde Karl Geiß (bzw. Geisz, * 21. August 1905, † 1. Jänner 1953), der an der Glockengießerschule der Glockengießerei Heinrich Humpert in Brilon ausgebildet worden war. Dettenrieder blieb Gussmeister, die letzten von ihm signierten Glocken entstanden 1949.
Direktor Geiß und Gussmeister Edmund Karl verantworteten 1951 den Guss der Pummerin. Nach dem Tod von Geiß übernahm Direktor Eigelsberger 1953 die Leitung der Gießerei.
Da in Österreich der Bedarf an neuen Glocken immer weiter zurückging, wurde 1973 der Glockenguss eingestellt. Die Metallwarenfabrik wurde weiter betrieben. Am 12. Oktober 1994 musste der Betrieb Konkurs anmelden.
Seit dem Jahr 1999 wird das Gelände der ehemaligen Gießerei von dem Technologie- und Innovationszentrum St. Florian genutzt.
Mit Stand 2015 ist die Glockengießerei Grassmayr (Innsbruck) die letzte Erzeugungsstätte für große Glocken in Österreich, die größte dort hergestellte Glocke wurde 2016 für die neue Kathedrale in Bukarest gegossen. Mit einem Gewicht von etwas über 25 Tonnen löste sie somit den österreichischen Rekordhalter, die Pummerin, die 1951 in Sankt Florian gegossen worden war.

## Glockenrippen
Zunächst wurde die Glockenrippe der Gießerfamilie Gugg verwendet, eine Barockrippe vom Septimtyp.
Da Pfundner in Wien bereits die klanglich bessere Oktavrippe verwendete, führte Dettenrieder 1928 ebenfalls eine solche Rippenform ein. In dieser sogenannten Kordlerrippe wurden die meisten Glocken dieser Gießerei hergestellt. Der Name dieser Rippe leitet sich wohl von der Gießerei Kortler her, in der Dettenrieder zuvor tätig gewesen war.
Karl Geiß ertwarf für die Pummerin 1950 eine neue Form, die Briloner Rippe (benannt nach der Briloner Glockengießerschule, die Geiß besucht hatte). Soweit bekannt ist, wurde diese Rippe aber außer der Pummerin nur für das Geläut der Basilika Mariazell verwendet.

## Guss der Pummerin

Die Neue Pummerin liegend in der Glockengießerei St. Florian, Mitarbeiter der Gießerei, die Ziseleurin Gertrude Stolz, hinter der Pummerin stehend wohl der Gießer Karl Geiß

Am Wiederaufbau des im Krieg schwer beschädigten Wiener Stephansdoms beteiligten sich alle österreichischen Bundesländer. Als Beitrag Oberösterreichs versprach Landeshauptmann Dr. Heinrich Gleißner im Jahr 1950, eine neue Pummerin gießen zu lassen. Ihre Vorgängerin war beim Brand des Domes am 12. April 1945 aus dem Glockenstuhl abgestürzt und zerborsten. Die Oberösterreichische Glockengießerei erhielt den Auftrag.
Für den Guss wurde extra ein neuer, größerer Schmelzofen mit 27.000 kg Fassungsvermögen gebaut und eine neue Glockenrippe entworfen. Der erste Guss am 26. Oktober 1950 vor zahlreichem Publikum misslang, da glühende Glockenspeise ausfloss. Der zweite Guss am 5. September 1951 fand ohne Publikum statt und gelang. Die Pummerin wurde bis 25. April 1952 vor dem Linzer Landhaus ausgestellt und dann als Geschenk des Bundeslandes Oberösterreich feierlich nach Wien überstellt. An dieses Ereignis erinnert der Glockenring der Pummerin. Nach ihrer Weihe hing die Pummerin zunächst provisorisch an einem Gerüst neben dem Dom; seit 1957 hängt sie im Nordturm.
Karl Geiß starb in der Silvesternacht 1952 bei einem Autounfall. In der gleichen Nacht, als die Pummerin zum ersten Mal das neue Jahr einläutete, brach nach dem 10. Glockenschlag der Klöppel, der noch von der Alten Pummerin stammte.
Karl Geiß wurde 1957 von der Stadt Wien geehrt, indem eine Gasse in Liesing nach ihm benannt wurde.

## Glockenproduktion
Unter den 1618 Glocken, die in der Zwischenkriegszeit gegossen wurden, sind folgende besonders erwähnenswert:
- Dreikönigskirche in Hittisau: 5-stimmiges Geläut auf a0, gegossen 1921. Es war das größte in der Zwischenkriegszeit in St. Florian gegossene Geläut, nur die kleinste Glocke ist davon erhalten.
- Pfarrkirche St. Stephan in Braunau am Inn: 5-stimmiges Geläut auf c1, gegossen 1925. Als einziges Geläut der Zwischenkriegszeit aus St. Florian ist es komplett erhalten.
- Stift Lambach: 5-stimmiges Geläut auf c1, gegossen 1928. Es war das erste große Geläut in Kordlerrippe. Nur die große Glocke ist erhalten.

Nach 1945 wurden etwa 2.500 Glocken gegossen, darunter in zeitlicher Reihenfolge unter anderem folgende bedeutende Werke:
- Stadtturm Enns: 7-stimmiges Geläut auf h0, gegossen 1948.
- Stadtpfarrkirche St. Veit in Krems an der Donau: 4 Glocken auf h0, gegossen 1948 als Ergänzung zu zwei Barockglocken von Mathias Prininger.
- Stift Admont: 7-stimmiges Geläut auf b0, gegossen 1948–50.
- Stift Kremsmünster: 8 Glocken auf b0, gegossen 1949 als Ergänzung älterer Glocken (heute Glocken 4, 5 und 11).
- Basilika Mariazell: 4 Glocken auf g0, gegossen 1950 als Ergänzung zu einer alten Glocke (heute Glocke 2). Die große Glocke wiegt 5.702 kg, ihr Durchmesser beträgt 210 cm. Bei diesem Geläut wurde noch vor der Pummerin erstmals die Briloner Rippe verwendet.
- Stadtpfarrkirche St. Ägidius in Steyr: 7-stimmiges Geläut auf h0, gegossen großteils 1950, die beiden großen Glocken 1956 bzw. 1957.
- Wiener Stephansdom: die Pummerin mit Schlagton c0, gegossen 1951. Mit 20.130 kg Gewicht und 314 cm Durchmesser ist sie das bei weitem größte und berühmteste Werk dieser Gießerei.
- Basilika Mariatrost in Graz: 4-stimmiges Geläut auf b0, gegossen großteils 1953, die große Glocke bereits 1950.
- Stift Schlägl: 4 Glocken auf b0, gegossen 1954 als Ergänzung zu einer alten Glocke (heute Glocke 2).
- Dreikönigskirche in Hittisau: 3 Glocken auf a0, gegossen 1956 bzw. 1968 als Ergänzung zur verbliebenen kleinen Glocke aus der Zwischenkriegszeit und einer Glocke von Glockengießerei Grassmayr aus dem Jahr 1949 (heute Glocke 3).
- Stift Göttweig: große Glocke, genannt Prälatenglocke, auf g0, gegossen 1960. Sie wiegt 5.614 kg, ihr Durchmesser beträgt 209,5 cm.
- Stift Reichersberg: 6-stimmiges Geläut auf h0, großteils gegossen 1963–64, Glocke 4 bereits 1948.